# 高野孟
高野 孟（たかの はじめ、1944年4月17日〈戸籍上は3月19日〉- ）は、日本のジャーナリスト、『インサイダー』編集長。東京都出身。早稲田大学高等学院、早稲田大学第一文学部哲学科卒業。2002年より早稲田大学客員教授。サイバー大学客員教授。東アジア共同体研究所理事。千葉県鴨川市在住。選択的夫婦別姓制度実現のための民法改正運動を行っているmネットの呼びかけ人でもある。

## 概要
高野実（後の総評事務局長）と倭文子（猪俣津南雄の元妻）の長男として生まれる。なお、気功師で毛沢東主義の政治運動家・津村喬は弟。高瀬羽皐は祖父。
かつては日本共産党の党員であり、大学卒業後に共産党系の通信社「ジャパンプレスサービス」（JPS）に入社したが、後に共産党とは袂を分かった。ジャパンプレス退社後、広告・PR会社「麹町企画」勤務を経て、1975年からフリーランスでジャーナリスト活動を開始。ニューズレター「インサイダー」の創刊に参加する。1980年より株式会社インサイダーを設立し、代表取締役兼編集長に就任した。
1993年、村田信之・斉藤蓮舫夫妻の媒酌人を務める。
1995年、新党さきがけ政調会長の菅直人、前日本社会党委員長の山花貞夫、日本新党を離党した海江田万里らとリベラル東京会議を旗揚げした。このリベラル東京会議の設立が翌年の旧民主党結党のきっかけになった。
インターネット上での言論活動を、インターネットの草創期から他のジャーナリストに先駆けて行っていた。「東京万華鏡」「ざ・こもんず」を経て、現在はジャーナリストらのブログサイト「THE JOURNAL」を主宰。
2019年2月25日、元山仁士郎、ロバート・カジワラ、高野孟で対談を行った。

## 人物
- 2015年12月9日には憲政記念館において、辻元清美議員の「政治活動20年へ、感謝と飛躍の集い in 東京」という政治資金規正法に基づく資金集めのパーティに参加している[6]。
- 鳩山由紀夫元総理が理事長を務める、一般財団法人東アジア共同体研究所の理事であり、「『東アジア共同体』は安倍政治に対するリベラル派の唯一の対抗戦略である！」としている[7]。
- 中国軍が日本の尖閣諸島を含む南西諸島に侵攻するとの懸念に対して、「それじゃあまるで、かわぐちかいじの劇画『空母いぶき』の冒頭部分と一緒だ」「あなた方、漫画の読み過ぎですよ」と述べているほか、陸上自衛隊が進める南西諸島の防衛力強化には「ミサイル時代の今ではナンセンス」「半端な守備隊や申し訳程度のミサイル攻撃部隊など置いている方がかえってターゲットになりやすい」とし、水陸両用作戦部隊の水陸機動団については「『奪回』ということは、初戦でもう島は盗られてしまっているということだ。盗られないようにするのは無理だと最初から認めていることになる。何を言っているのか分からない」と主張している[8]。
- 中国による台湾有事への懸念に対しては、「中国の台湾統一についての基本方針は、今度の党大会でも言われているように、2035年までに中国が1人当たりGDPで台湾と並ぶ『初歩的現代化』を達成することを通じて台湾民衆が統一を受け入れられるようにする『平和統一』である」「いざとなれば武力行使も辞さないというのは建国以来の大原則で、その『いざ』とは、台湾側が罷り間違って『独立』を宣言した場合のこと。そうでないのにいきなり武力を振るって併呑にかかるなどあり得ない」と否定している。また、台湾有事が発生した場合でも「中国と台湾のどちらから見ても『中国は1つ』ということになっているので、台湾有事はどう転んでも中国の内戦である。それに米国なり日本なり外国が介入するということは『侵略』に当たる」「『台湾有事は日本有事』などという戯言はきちんと撤回しないといけない」と主張している[8]。
- 「『中国が侵略した場合に米軍が米国人男女の命にかけても台湾防衛に当たるのか？』と問われたバイデンが『イエス』と言ってしまうのは、台湾に独立を促しているのと同じなのである。つまりバイデンは、自分の言っていることの辻褄が合っていないことに気づかない頭脳の状態にあると疑わざるを得ない」とし、「バイデンにこの問題でボケ発言を繰り返すのは止めてくれと言い渡しに行くのが岸田文雄首相の役目ではないか」と主張しているほか、文谷数重の『日米が台湾関与をやめれば、緊張は緩和する。関与水準を引き下げれば、台湾有事は遠ざかる。また日米が巻き込まれる可能性もなくなる』との見解に賛同している[9]。
- 「私は『核抑止力』を含む『抑止力』という観念そのものに反対で、なぜならそれは、相手の能力と意図を邪推し合う疑心暗鬼の心理ゲームであるが故に、際限のない軍拡競争を駆動せざるを得ないという本質的な一般論に加えて、とりわけ日本の場合は憲法9条において『武力の行使』のみならずそれに直結しかねない『武力による威嚇』さえも禁じていて、抑止力はまさに武力による威嚇で相手に攻撃を思い止まらせようという心理作戦のことであるから、他国ではともかく日本では、違憲であるというローカルな特殊論が加わるためである」と主張している[10]。
- ロシアによるウクライナ侵攻について、「『NATOの東方拡大』という米国のポスト冷戦外交の中心戦略が、世界最大の軍需企業『ロッキード・マーティン』社を筆頭とする米軍産複合企業によって発案され推進され実現してきたものであること、バイデン大統領は上院議員の時代からその熱心な同調者であったこと、それらの結末として現在のウクライナ戦争の悲惨がある」と主張しており、ロシアによるウクライナ侵攻の責任はアメリカにあるとしている[11]。
- ウクライナのウォロディミル・ゼレンスキー大統領は、広告代理店に操られている可能性があると主張している[12]ほか、ゼレンスキー大統領を対露徹底抗戦に駆り立てているのはアメリカのビクトリア・ヌーランド国務次官だと主張している[11]。

## テレビ出演番組
- 中村敦夫のザ・サンデー（アドバイザー兼務）
- サンデープロジェクト
- 朝まで生テレビ!
- 情報ライブ ミヤネ屋 火曜日担当